# Jardins de Shalimar (Cachemire)
Pour les articles homonymes, voir Jardins de Shalimar.
Les jardins de Shalimar (hindi : शालीमार बाग़; ourdou : شالیمار باغ) sont des jardins moghols (du type jardin persan) construits par l'empereur moghol Jahângîr, dans la ville de Srinagar, en Inde.

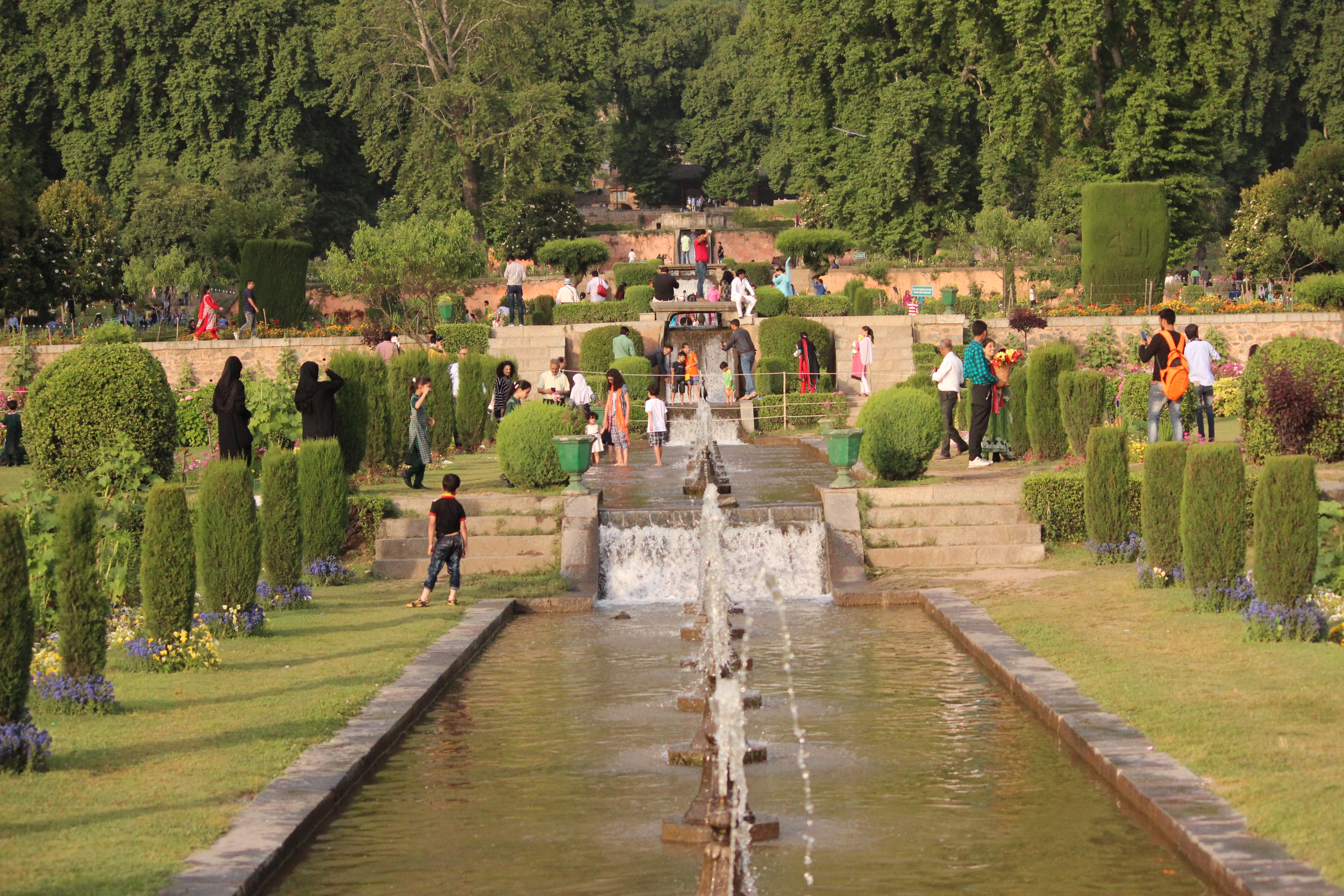
Vue des terrasses du jardin